# Bathyplectes quinqueangularis
Bathyplectes quinqueangularis là một loài tò vò trong họ Ichneumonidae.